# Olimpia Poznań
Olimpia Poznań is een op 19 maart 1922 opgerichte voetbalclub uit de stad Poznań. De club speelde in de Ekstraklasa van 1986 tot 1993 en opnieuw in seizoen 1994/1995.
De club werd opgericht in 1945 als Milicyjny Klub Sportowy als legerclub. In 1948 werd de naam gewijzigd in Gwardia en in 1957 werd de huidige naam aangenomen.
- Virtual International Authority File: 302055227